# Freimut Börngen
Freimut Börngen (Halle, República de Weimar, 17 de octubre de 1930 - Jena, Alemania, 19 de junio de 2021) fue un astrónomo alemán.
Estudió las galaxias con el telescopio Schmidt del observatorio Karl Schwarzschild en Tautenburg, Alemania. Se retiró en 1995, aunque continuaría su trabajo de astrónomo como aficionado en el mismo observatorio.
Fruto de su trabajo descubrió un gran número de asteroides (519 hasta julio de 2006). Realizó la búsqueda de los asteroides fuera de su horario de trabajo, ya que en la antigua República Democrática de Alemania (RDA) no se consideraba un asunto de suficiente prestigio. Durante el tiempo en que existió el estado de la RDA, dio a los asteroides nombres neutros, como lugares de Turingia o científicos y compositores famosos, pero tras la reunificación de Alemania escogió nombres históricos, culturales, científicos y geográficos, y honró a astrónomos aficionados, a miembros de la resistencia durante la Segunda Guerra Mundial o que tienen interés religioso.
Börngen tiene gran prestigio en la comunidad astronómica internacional por sus cualidades humanas y su bien fundada elección de nombres. La Unión Astronómica Internacional puso su nombre al asteroide (3859) Börngen. En 2006 fue homenajeado en su país al otorgársele la Bundesverdienstkreuz am Bande (Cruz al Mérito) por el presidente alemán Horst Köhler.